# Leonard Horowitz
Leonard George Horowitz DMD, MA, MPH (n. 20 iunie 1952) este un fost dentist, un antreprenor în industria sănătății și autor al numeroase cărți, pamflete, DVD-uri, CD-uri și articole privind probleme de sănătate publică. Cărțile si pamfletele au fost tipărite de tipografia Tetrahedron. Horowitz este un adept al teoriei conspirației privind SIDA și un oponent al vaccinărilor.

## Cărți editate
- Choosing Health for Yourself: A Clear and Practical Guide ..., 1981
- Overcoming Your Fear of the Dentist, 1987
- Freedom from Headaches, 1988
- Freedom from TMJ Syndrome, 1988
- Behavioral Science in Corporate Health, 1990
- AIDS, Fear and Infection Control: A Professional Development, Risk Management and Practice Building Manual, 1993
- Dentistry in the Age of AIDS: A Practice Building Manual, 1994
- Deadly Innocence: Solving the Greatest Murder Mystery in the History of American Medicine, 1994
- Emerging Viruses: Aids & Ebola - Nature, Accident or Intentional?, 1996
- Healing Codes for the Biological Apocalypse, (cu Joseph Puleo), 1999
- Healing Celebrations, 2000
- Death in the Air: Globalism, Terrorism & Toxic Warfare, 2001
- DNA: Pirates of the Sacred Spiral, 2004
- LOVE: the REAL da Vinci Code, 2007